# Jordan Prentice
Jordan Prentice (né le 30 janvier 1973) est un acteur canadien nain. Il est connu pour son rôle dans American Pie: String Academy. Il est aussi un des acteurs à avoir joué dans Howard... une nouvelle race de héros.
Prentice montrait déjà de l'intérêt pour le métier d'acteur alors qu'il était encore enfant et était membre des jeunes acteurs de la programmation dramatique au département d'anglais de l'Université de Western Ontario. Plus tard, il assista à l'École Alexandra, au Module scolaire de langue française du London Central Secondary School et Dalhousie University. Il n'avait que 13 ans quand il joua Howard.[réf. nécessaire]

## Filmographie
- 1986 : Howard... une nouvelle race de héros : Howard T. Duck
- 1996 : Chair de poule (Goosebumps) (TV) : Rocky (2 épisodes)
- 2000 : The War Next Door (TV, 1 épisode) : Charlie Soloman
- 2001 : Wolf Girl (TV) : Fingers Finnian
- 2003 : Love, Sex and Eating the Bones : Vendeur
- 2004 : Harold et Kumar chassent le burger : Giant Bag of Weed
- 2005 : G-Spot (TV, 1 épisode) : Small person stand-in
- 2005 : The Life and Hard Times of Guy Terrifico : Reggie
- 2006 : American Pie: String Academy : Rock
- 2007 : Weirdsville : Martin
- 2007 : American Pie présente : Campus en folie : Rock
- 2008 : Bons baisers de Bruges : Jimmy
- 2010 : L'avant-veille de Noël : Nigel, le chef des lutins
- 2011 : Silent But Deadly : shérif Shelby
- 2012 : Blanche-Neige (Mirror, Mirror) : Napoléon
- 2013 : The Power of Few : Brown
- 2014 : Un enfant dans la tête (I Am Here) : Petit